# Viscount Kilwarden

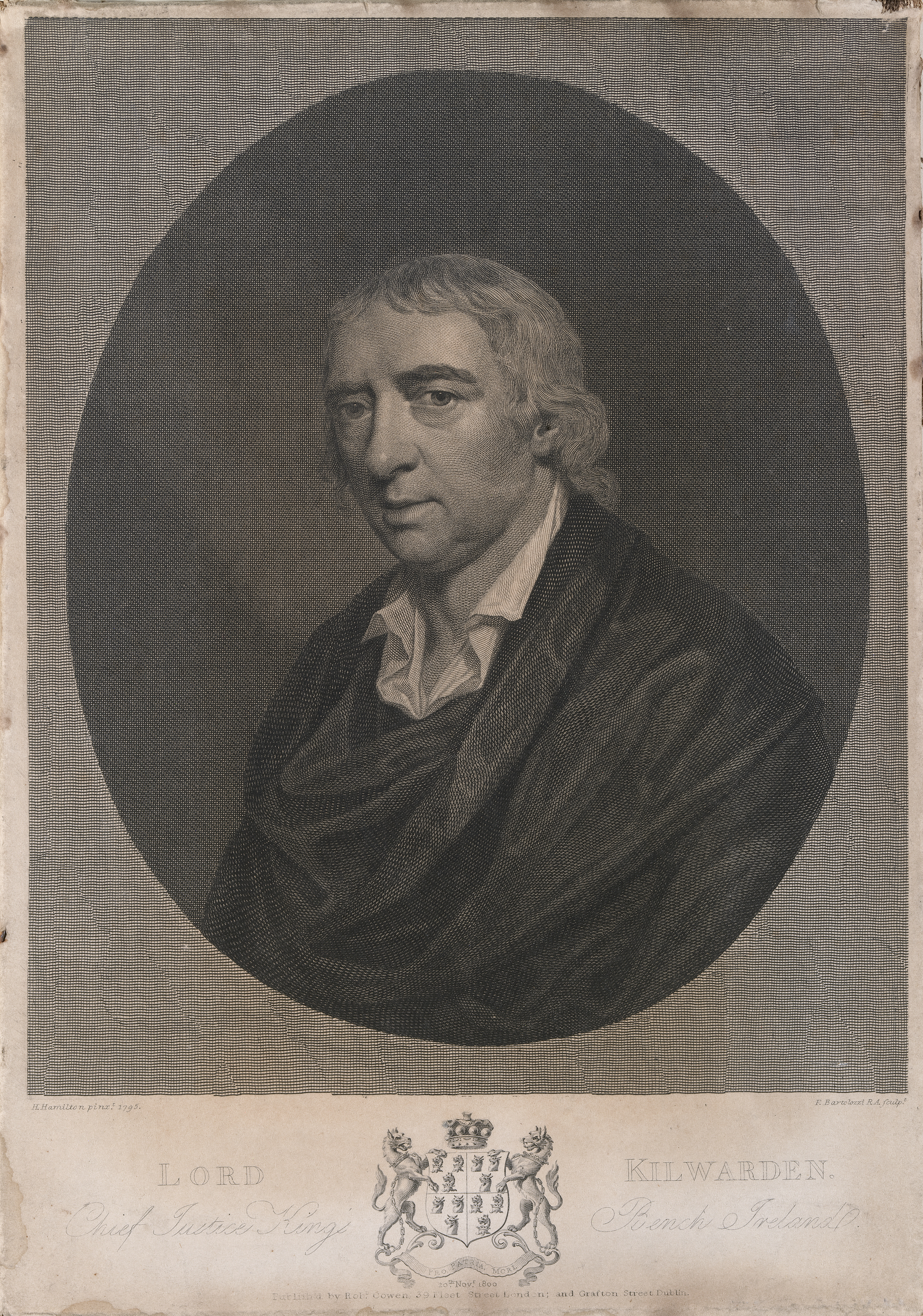
Arthur Wolfe, 1. Viscount Kilwarden

Viscount Kilwarden, of Kilwarden in the County of Kildare, war ein erblicher britischer Adelstitel in der Peerage of Ireland.
Der Titel wurde am 29. Dezember 1800 für den Lord Chief Justice am irischen Court of King’s Bench Arthur Wolfe, 1. Baron Kilwarden, geschaffen.
Bereits am 3. Juli 1798 war ihm, ebenfalls in der Peerage of Ireland, der fortan nachgeordnete Titel Baron Kilwarden, of Newlands in the County of Dublin, verliehen. Zudem war in Anerkennung seiner Verdienste bereits am 30. September 1795 seiner Gattin Anne Wolfe (geborene Ruxton, † 1804) in der Peerage of Ireland der Titel Baroness Kilwarden, of Kilteel in the County of Kildare, verliehen worden.
Sein Sohn vereinte beim Tod seiner Eltern als 2. Viscount die drei Titel, blieb aber unverheiratet und kinderlos, sodass die drei Titel bei seinem Tod am 22. Mai 1830 erloschen.

## Liste der Viscounts Kilwarden (1800)
- Arthur Wolfe, 1. Viscount Kilwarden (1739–1803)
- John Wolfe, 2. Viscount Kilwarden (1769–1830)